# 赫夫林斯 (密蘇里州)
赫夫林斯（英語：Hofflins）是位於美國密蘇里州克勞福德縣的非建制地區。

## 歷史
赫夫林斯的郵局於1903年設立，其後於1943年停運。

## 地理
赫夫林斯所處的海拔為高於海平面313米（即1027英呎），而該地所採用的時區為UTC-6，即北美中部時區（CST）。同時該地設有夏令時間，為UTC-6調快一小時，即UTC-5（CDT）。